# Marque nasale
Les marques nasales sont des dispositifs d'identification d'oiseaux sauvages, analogues aux bagues utilisées par le baguage. Ce dispositif est utilisé chez les anatidés, comme les sarcelles d'hiver de façon à pouvoir les identifier de loin, de façon plus efficace qu'avec une bague. Ces oiseaux évoluant la plupart du temps dans l'eau, les bagues d'identification aux pattes sont cachées aux observateurs. Cette technique est utilisée depuis le début des années 1990 en Europe et les années 1970 en Amérique du Nord.
Les marques nasales sont taillées dans des boucles d'oreilles à bovins, et en général de couleur. Pour les anatidés, l'équipe de David Rodrigues, de l'Institut Polytechnique de Coimbra au Portugal coordonne les couleurs et les numéro d'identification, une couleur différente étant attribuée à chaque site de nidification (en général une zone humide pour les anatidés). 
Les anatidés n'ayant pas de cloisons nasales, un fil de nylon est passé à travers les narines et la marque est fixée sur le bec.